# Ivanec
Ivanec – miasto w Chorwacji, w żupanii varażdińskiej, siedziba miasta Ivanec. W 2011 roku liczyło 5234 mieszkańców.

## Geografia
Ivanec leży na obszarze Hrvatskiego zagorja, na wysokości 227 m n.p.m., 22 km na południowy zachód od Varaždinu, w dolinie rzeki Bednji, u podnóża Ivanščicy.
Miejscowa gospodarka opiera się na przemyśle budowlanym, ciężkim, drzewnym, metalowym, obuwniczym, odzieżowym i papierniczym. W mieście istniały tradycje górnicze. Kopalnie zamknięto w latach 70. XX wieku.
Przez miasto przebiegają droga Varaždin – Lepoglava i linia kolejowa Varaždin – Novi Golubovec.

## Historia
Pierwsza historyczna wzmianka o mieście pochodzi z 1396 roku (libere vile Sancti Iohannis). W XVI wieku wzniesiono zamek, wokół którego rozwinęło się osadnictwo. Spłonął on w 1943 roku, a jego ruiny usunięto w 1959 roku.
W 1956 roku w Ivancu otwarto pierwszy sklep samoobsługowy na terenie Jugosławii.